# Breve storia del futuro
Breve storia del futuro è un saggio sociologico di Jacques Attali pubblicato nel 2006.

## Trama
Il libro nella sua prima parte racconta, in modo molto sintetico ma completo e interessante, la storia dell'umanità fin dai suoi albori come successione di tre grandi ordini politici: 
- l'ordine rituale, in cui l'autorità è essenzialmente religiosa e il cui ideale è teologico;
- l'ordine imperiale, in cui il potere è assegnato ai militari e il cui ideale è territoriale;
- l'ordine mercantile, in cui il gruppo dominante è quello che controlla l'economia e il cui ideale è individualista.

L'autore si sofferma a descrivere in modo più esteso il sorgere e la storia del capitalismo individuando le città che nel tempo, a partire dal 1200, e in successione, ne hanno costituito i “cuori”: Bruges, Venezia, Anversa, Genova, Amsterdam, Londra, Boston, New York, Los Angeles.
In seguito vengono descritti i possibili scenari che il futuro può riservare all'umanità partendo dal presupposto che, in questi anni, l'umanità ha la possibilità di decidere come sarà il mondo fra 50 anni. Se prevarranno le forze del mercato e dell'individualismo, il denaro cercherà di contrastare e alla fine di eliminare ciò che gli può nuocere. In primis gli Stati, compresi gli Stati Uniti d'America. La prevalenza del mercato, quale unica legge mondiale, si realizzerà quello che Attali definisce iperimpero, inafferrabile e planetario, di enormi fortune e di estreme miserie. La natura sarà sistematicamente depredata e la privatizzazione sarà portata all'esasperazione comprendendo anche la difesa e la giustizia. La sopravvivenza dell'umanità sarà posta a rischio.
Un secondo ipotetico scenario è quello dell'iperconflitto che nascerà se la globalizzazione verrà bruscamente interrotta con la violenza. In questo caso si verificheranno contrapposizioni violente fra Stati, religioni, entità terroristiche e pirati privati. Un terzo possibile scenario è quello che Attali chiama iperdemocrazia che si realizzerà se l'umanità riuscirà a regolamentare la globalizzazione, a circoscrivere il mercato e a far divenire planetaria e concreta la democrazia in modo tale da consentire lo sviluppo della libertà, della responsabilità, della dignità, del progresso e del rispetto dell'altro.

## Edizioni
- Jacques Attali, Breve Storia del Futuro, traduzione di Eleonora Secchi, Fazi Editore, Roma, 2007,  p. 227, ISBN 978-88-8112-877-8.